# Библиография Николая Некрасова
Перу Николая Некрасова принадлежит множество стихотворений и поэм, а также ряд романов, повестей и драматических произведений.

## Поэмы
- Горе старого Наума
- Дедушка
- Кабинет восковых фигур
- Кому на Руси жить хорошо
- Коробейники
- Крестьянские дети
- Мороз, Красный Нос (поэма, посвящённая поэтом своей сестре Анне[1])
- На Волге
- Недавнее время
- O погоде (Уличные впечатления)
- Русские женщины
- Рыцарь на час
- Современники
- Саша
- Суд
- Тишина

## Элегии и думы
- «Ах, были счастливые годы!..»
- «Безвестен я. Я вами не стяжал...»
- «Блажен незлобливый поэт...»
- Буря
- В больнице
- В. Г. Белинский
- В деревне
- В дороге
- «В неведомой глуши...»
- Вино
- Влас
- Влюбленному
- «Внимая ужасам войны...»
- «Вчерашний день, часу в шестом...»
- Гадающей невесте
- «Где твое личико смуглое...»
- Говорун
- «Да, наша жизнь текла мятежно...»
- «Давно - отвергнутый тобою...»
- Демону
- Деловой разговор
- «Еду ли ночью по улице темной...»
- «Если, мучимый страстью мятежной...»
- За городом
- Забытая деревня
- «Замолкни, Муза мести и печали!..»
- Застенчивость
- Извозчик
- «Как ты кротка, как ты послушна...»
- Княгиня
- «Когда из мрака заблужденья...»
- Колыбельная песня
- Маша
- Мое разочарованье
- Муза («Нет, Музы ласково поющей...»)
- «Мы с тобой бестолковые люди...»
- На родине
- На улице
- Несчастные
- Несжатая полоса
- Новый год
- Новости
- Нравственный человек
- «О письма женщины, нам милой!..»
- Огородник
- «Отрадно видеть, что находит...»
- Отрывок («Родился я в губернии...»)
- Отрывки из путевых записок графа Гаранского
- Памяти Асенковой
- Памяти Белинского
- Перед дождем
- «Поражена потерей невозвратной...»
- Последние элегии
- Поэт и гражданин
- «Праздник жизни - молодости годы...»
- Прекрасная партия
- Признания труженика
- Прости
- Псовая охота
- «Пускай мечтатели осмеяны давно...»
- Пьяница
- Родина
- «Самодовольных болтунов...»
- Свадьба
- Секрет
- Современная ода
- Старики
- Стишки! стишки! давно ль и я был гений?..
- «Так, служба! сам ты в той войне...»
- «Так это шутка? Милая моя...»
- Тройка
- «Ты всегда хороша несравненно...»
- Тургеневу («Прощай!..»)
- «Тяжелый год - сломил меня недуг...»
- «Тяжелый крест достался ей на долю...»
- Филантроп
- Чиновник
- «Чуть-чуть не говоря...»
- Школьник
- «Я за то глубоко презираю себя...»
- «Я не люблю иронии твоей...»
- «Я посетил твое кладбище...»
- «Я сегодня так грустно настроен...»[2]

## Сказки
- Баба-Яга, Костяная Нога[3]

## Стихи
- 14 июня 1854 года. («Великих зрелищ, мировых судеб...»)
- 20 ноября 1861 («Я покинул кладбище унылое...»)

### А
- «А вот еще изданье. Страсть...» (Букинист и библиограф)
- (А. Е. Мартынову) («Со славою прошел ты полдороги...»)
- Автору «Анны Карениной» («Толстой, ты доказал с терпеньем и талантом...»)
- «Администрация - берет...» (Что нового?)
- Актриса («На сцене я для всех загадка...»)
- Ангел смерти («Придет пора преображенья...»)
- «Ассан сидел, нахмуря брови...» (Месть горца)
- «Ах, были счастливые годы!..» (Из Гейне)
- «Ах, как мило! ах, как чудно...» (Из водевиля «Вот что значит влюбиться в актрису»)
- «Ах ты, страсть роковая, бесплодная...» (Застенчивость)
- «Ах! что изгнанье, заточенье!..» (Из цикла «Три элегии» (А. Н. Плещееву))

### Б
- Баба-Яга, Костяная Нога. Русская народная сказка в стихах. В осьми главах.
- Бабья притча (Из поэмы «Кому на Руси жить хорошо»)
- Балет («Свирепеет мороз ненавистный...»)
- Барщинная (Из поэмы «Кому на Руси жить хорошо»)
- Баюшки-баю («Непобедимое страданье...»)
- «Безвестен я. Я вами не стяжал...»
- Безнадежность («Жизнь без надежд - тропа без цели...»)
- «Белый день был недолог...»
- «Белый день занялся над столицей...» (Маша)
- «Беспокойная ласковость взгляда...» (Убогая и нарядная)
- «Благодарение господу богу...»
- «Блажен незлобивый поэт...»
- Букинист и библиограф («А вот еще изданье. Страсть...»)
- Бунт («... Скачу, как вихорь, из Рязани...»)
- Бурлак (Из поэмы «Кому на Руси жить хорошо»)
- Буря («Долго не сдавалась Любушка-соседка...»)
- «Бьется сердце беспокойное...» (Из цикла «Три элегии (А. Н. Плещееву)»)
- «Бывали дни - в стране родной...» (Земляку)

### В
- В альбом («Не пошлость старого обычая поэтов...»)
- (В альбом Марии Фермор) («На скользком море жизни бурной...»)
- (В альбом О. С. Чернышевской) («Знаком с Вами будучи лично...»)
- (В альбом С. Н. Степанову) («Пишите, други! Начат путь!..»)
- «В армяке с открытым воротом...» (Влас)
- В больнице («Вот и больница. Светя показал...»)
- «В городе волки по улицам бродят...» (Путешественник)
- В гору! (Бурлацкая песня) (Из поэмы «Современники»)
- В деревне («Право, не клуб ли вороньего рода...»)
- В дороге («Скучно! скучно! .. Ямщик удалой...»)
- «В Европе удобно, но родины ласки...» (Дома - лучше!)
- В. Г. Белинский («В одном из переулков дальних...»)
- В. И. Асташеву («Посылаю поклон Веньямину...»)
- «В крылах отяжелевший грач...» (Послание к поэту-старожилу)
- «В наряде странность, беспорядок...» (Офелия)
- «В насмешливом и дерзком нашем веке...» (Из поэмы «Мать»)
- «В неведомой глуши, в деревне полудикой...» (Подражание Лермонтову)
- «В один трактир они оба ходили прилежно...»
- «В одном из переулков дальних...» (В. Г. Белинский)
- «В первые годы младенчества...» (Детство (Неоконченные записки))
- «В печальной стороне, где родились мы с вами...» (Н. Ф. Крузе)
- «В позднюю ночь над усталой деревнею...» (Что думает старуха, когда ей не спится)
- «В полном разгаре страда деревенская...»
- «В столице шум, гремят витии...»
- «В стране, где нет ни злата, ни сребра...»
- «В сумерки в церковь вхожу. Малолюдно...» (Свадьба)
- «В счастливой Москве, на Неглинной...» (Секрет)
- «В твоем сердце, в минуты свободные...» (Н. П. Александровой)
- «В те дни, когда в литературе..." (Вступительное слово «Свистка» к читателям)
- «В тоске по юности моей...» (Памяти Асенковой)
- «В хижину бедную, богом хранимую...» (Песнь Марии)
- «В эту минуту свисток оглушительный...» (Железная дорога)
- «Вам, мой дар ценившим и любившим...» (Посвящение)
- Ванька (Из цикла «На улице»)
- «Великих зрелищ, мировых судеб...» (14 июня 1854 года)
- «Великое чувство! У каждых дверей...»
- Величие души и ничтожность тела («Сколь вечна в нас душа, столь бренно наше тело...»)
- «Весело бить вас, медведи почтенные...» (Пожарище)
- Весна («Волна катится за волною...»)
- «Весь пыткой нравственной измятый...»
- «Взглянув чрез много, много лет...» (П. А. Ефремову)
- «Взирает он на жизнь сурово, строго...»
- «Видно, вновь в какой нелепости...» (Приметы)
- Вино («Не водись-ка на свете вина...»)
- «Витязь горестной фигуры...» (Послание Белинского к Достоевскому)
- Влас («В армяке с открытым воротом...»)
- Влюбленному («Как вести о дороге трудной...»)
- «Внизу серебряник Чекалин...»
- «Внимая ужасам войны...»
- Водяной («Меня из-под солнца сманил Водяной...»)
- Возвращение («И здесь душа унынием объята...»)
- «Волна катится за волною...» (Весна)
- Волчица (Из поэмы «Кому на Руси жить хорошо»)
- Вор (Из цикла «На улице»)
- Ворон («Не шум домовых на полночном пиру...»)
- «Вот и больница. Светя показал...» (В больнице)
- «Вот и Качалов лесок...» (Деревенские новости)
- «Вот он весь, как намелеван...» (Эй, Иван! (тип недавнего прошлого))
- «Вот парадный подъезд. По торжественным дням...» (Размышления у парадного подъезда)
- «Вот почта новая. Какая груда дел!..» (Деловой разговор)
- «Всё рожь кругом, как степь живая...» (Тишина)
- «Всё туманится и тмится...» (Встреча душ)
- «Всевышней волею Зевеса...»
- «Вставай, владыка мой, Федотыч, солнце красно...» (Федотыч)
- «Время-то есть, да писать нет возможности...» (Как празднуют трусу)
- Встреча душ («Всё туманится и тмится...»)
- Вступительное слово «Свистка» к читателям («В те дни, когда в литературе...»)
- Вступление к песням 1876-77 годов («Нет! не поможет мне аптека...»)
- «Всюду с музой проникающий...» (Песня)
- Вчера, сегодня («Вчера я бесстрашно сидел под грозою...»)
- «Вчерашний день, часу в шестом...»
- «...Вы в своей душе благословенной...» (Приговор)
- Выбор («Ночка сегодня морозная, ясная...»)

### Г
- Г-ну («Человек лишь в одиночку...»)
- Гадающей невесте («У него прекрасные манеры...»)
- Газетная («... Через дым, разъедающий очи...»)
- «Где вы - певцы любви, свободы, мира...» (Поэту (Памяти Шиллера))
- «Где твое личико смуглое...»
- «Где ты, мой старый мучитель...» (Демону)
- Генерал Топтыгин (Из «Стихотворений, посвященных русским детям»)
- Герои времени. (Часть вторая. Из поэмы «Современники»)
- Гимн (Из цикла «Песни»)
- Гимн "Времени" («Меж тем как Гарибальди дремлет...»)
- «Глашенька! Пустошь Ивашево...» (Муж и жена)
- «Гляжу с тоской на розы я и тернии...» (К ней!!!!!)
- «Гну пред тобою низко спину...» (Послание к соседу)
- Говорун (Записки петербургского жителя А. Ф. Белопяткина)
- «Говорят, что счастье наше скользко...» (Мое разочарованье)
- Голодная (Из поэмы «Кому на Руси жить хорошо»)
- Горе старого Наума (Волжская быль) («Науму паточный завод...»)
- Горькое время - горькие песни (Из поэмы «Кому на Руси жить хорошо»)
- Горы («Передо мной Кавказ суровый...»)
- Горящие письма («Они горят!.. Их не напишешь вновь...»)
- Гробок (Из цикла «На улице»)
- «Грустно... совсем в суете утонул я...» (Из письма к Е. А. Некрасовой)
- Губернаторша (Из поэмы «Кому на Руси жить хорошо»)
- «Гюльнара, гурия младая!..» (Турчанка)

### Д
- «Да, наша жизнь текла мятежно...»
- «Давно от участья, от ласковой речи...» (Мой жребий)
- «Давно - отвергнутый тобою...»
- «Даже вполголоса мы не певали...» (Отъезжающему)
- Два мгновения («Печальный свет лампады озаряет...»)
- «Двести уж дней...» (Зине)
- Дедушка (Посвящается З-н-ч-е) («Раз у отца, в кабинете...»)
- Дедушка Мазай и зайцы (Из «Стихотворений, посвященных русским детям»)
- Деловой разговор («Вот почта новая. Какая груда дел!..»)
- Демону («Где ты, мой старый мучитель...»)
- Демушка (Из поэмы «Кому на Руси жить хорошо»)
- «Денег нет - перед деньгами...» (Финансовые соображения)
- День рожденья («Как много дум наводит день рожденья!..»)
- Деревенские новости («Вот и Качалов лесок...»)
- Детство (Неоконченные записки) («В первые годы младенчества...»)
- Дешевая прогулка (Петербургская драма) («Надо поехать - статья подходящая!..»)
- Дни благословенные («Дни благословенные, дни многоотрадные...»)
- «Дни идут... всё так же воздух душен...»
- До замужества (Из поэмы «Кому на Руси жить хорошо»)
- Доброе время - добрые песни (Из поэмы «Кому на Руси жить хорошо»)
- «Добрый папаша! К чему в обаянии...» (Железная дорога)
- «Долго не сдавалась Любушка-соседка...» (Буря)
- «Дом - дворец роскошный, длинный, двухэтажный...» (Княгиня)
- Дома - лучше! («В Европе удобно, но родины ласки...»)
- «Друг, товарищ доброхотный!..» (Послание к другу (Из-за границы))
- Дружеская переписка Москвы с Петербургом
- «Дружней! работа есть лопатам...» (Песня преступников)
- «Друзья мои! Мы много жили...» (Что поделывает наша внутренняя гласность)
- Друзьям («Я примирился с судьбой неизбежною...»)
- Дума ("О чем тоска и сокрушенье...»)
- Дума («Сторона наша убогая...»)
- «Дух нечистый, дух порочный...» (Злой дух)
- «Душа мрачна, мечты мои унылы...» (Последние элегии. 1.)
- «Душно! без счастья и воли..»
- Дядюшка Яков (Из «Стихотворений, посвященных русским детям»)

### Е
- Е. О. Лихачевой («Уезжая в страну равноправную...»)
- Еврейская мелодия (Из поэмы «Современники»)
- «Еду ли ночью по улице темной...»
- Ершов-лекарь («Он попал в нашу местность...»)
- «Если в душе твоей ясны...» (Подражание Шиллеру)
- «Если жизнь ослепит блеском счастья глаза...» (Из повести «В Сардинии»)
- «Если, мучимый страстью мятежной...»
- «Если пасмурен день, если ночь не светла...» (Рыцарь на час)
- «Есть и Руси чем гордиться...»
- «Есть край, где горит беззакатное солнце...» (Колыбель человечества)
- «Есть мгновенья дум упорных...» (Ревность)
- «Есть страна на севере, сердцу драгоценная...» (Мелодия)
- «Если ты красоте поклоняешься...»
- «Еще звено от цепи вековой...»
- «Еще младенцу в колыбели...» (Изгнанник)
- «Еще скончался честный человек...»
- Еще тройка («Ямщик лихой, лихая тройка...»)

### Ж
- Железная дорога
- Женщина, каких много («Она росла среди перин, подушек...»)
- «Живя согласно с строгой моралью...» (Нравственный человек)
- Жизнь («Прекрасно, высоко твое предназначенье...»)
- «Жизнь без надежд - тропа без цели...» (Безнадежность)
- «Жизнь в трезвом положении...» (Пьяница)
- «Жил-был красавец, по имени Карп, Пантелея...» (Карп Пантелеич и Степанида Кондратьевна (Поэма в индийском вкусе))
- «Жил да был себе издатель...» (Легенда о некоем покаявшемся старце...)
- Журналист-руководитель («Ну... небесам благодаренье!..»)
- Журналист-рутинер («Созрела мысль, проект составлен...»)

### З
- За городом («Смешно! нас веселит ручей, вдали журчащий...»)
- «За желанье свободы народу...»
- «За селом остановилися...» (Из цикла «Коробейники»)
- «За то, что ходит он в фуражке...»
- Забракованные (Трагедия в трех действиях)
- Забытая деревня («У бурмистра Власа бабушка Ненила...»)
- Загадка («Непостижною святынею...»)
- Загадка («Художества любитель...»)
- «Зазевайся, впрочем, шляпу...»
- «Замолкни, Муза мести и печали!..»
- Записки петербургского жителя А. Ф. Белопяткина (Говорун)
- Застенчивость («Ах ты, страсть роковая, бесплодная...»)
- «Заунывный ветер гонит...» (Перед дождем)
- «Зачем меня на части рвете...»
- «Зачем насмешливо ревнуешь...»
- «Здравствуй, хозяюшка! Здравствуйте, детки!..» (С работы)
- Зеленый Шум («Идет-гудет Зеленый Шум...»)
- Землетрясение («Повитый ризою полночного тумана...»)
- Земляку («Бывали дни  - в стране родной...»)
- «Зимой играл в картишки...» (Эпитафия)
- Зине («Двести уж дней...»)
- Зине («Пододвинь перо, бумагу, книги!..»)
- Зине («Ты еще на жизнь имеешь право...»)
- Злой дух («Дух нечистый, дух порочный...»)
- «Знаком с Вами будучи лично...» (В альбом О. С. Чернышевской)
- Знахарка («Знахарка в нашем живет околодке...»)

### И
- «И вот как у нас понимают искусство!..» (Из водевиля «Актер»)
- «И вот они опять, знакомые места...» (Родина)
- «И здесь душа унынием объята...» (Возвращение)
- «И на меня, угрюмого, больного...»
- «И он их не чуждался в годы оны...»
- «И так за годом год... Конечно, не совсем...»
- «Идет-гудет Зеленый Шум...» (Зеленый Шум)
- Из автобиографии генерал-лейтенанта... («Убил ты точно, на веку...»)
- Из водевиля «Актер» («И вот как у нас понимают искусство!..»)
- Из водевиля «Вот что значит влюбиться в актрису» («Ах, как мило! ах, как чудно...»)
- Из водевиля «Дедушкины попугаи» («Чтоб о женщинах понятья...»)
- Из водевиля «Кольцо маркизы, или ночь в хлопотах" («Недолго нас незнанье мучит...»)
- Из водевиля «Петербургский ростовщик»
- Из водевиля «Утро в редакции» («Чуть проснешься, нет отбоя...»)
- Из водевиля «Феоклист Онуфрич Боб...» («Табак противен модным франтам...»)
- Из водевиля «Шила в мешке не утаишь...» («На объявленья ловят нас...»)
- Из Гейне («Ах, были счастливые годы!..»)
- (Из письма к Е. А. Некрасовой) («Грустно... совсем в суете утонул я...»)
- Из повести «В Сардинии» («Если жизнь ослепит блеском счастья глаза...»)
- Из повести «Певица» («Театр дрожал... Восхищена...»)
- Из поэмы «Без роду, без племени» («Имени и роду...»)
- Из поэмы «Мать» («В насмешливом и дерзком нашем веке...»)
- Из рассказа «Как опасно предаваться...» («Месяц бледный сквозь щели глядит...»)
- Из рецензии на «Воскресные посиделки» («При бесталанности стихов ты не пиши...»)>>
- Из рецензии на «Пять стихотворений Н. Ступина...» («У неё, как у страдальца...»)
- Из рецензии на «Русский патриот. Отечественное песнопение...»
- Из романа «Жизнь и похождения Тихона Тростникова»
- Из романа «Три страны света»
- Из фельетона «Петербург и петербургские дачи»
- Из фельетона «Письмо к доктору Пуфу» («Почтеннейший Иван Иваныч!..»)
- Из фельетона «Преферанс и солнце»
- Из фельетона «Теория бильярдной игры» («О вы, герои биллиарда!..»)
- Извозчик («Парень был Ванюха ражий...»)
- Изгнанник («Еще младенцу в колыбели...»)
- «Имени и роду..." (Из поэмы «Без роду, без племени»)
- Истинная мудрость («Не всё постигнул ум надменный...»)

### К
- К ней!!!!! («Гляжу с тоской на розы я и тернии...»)
- К портрету *** («Развенчан нами сей кумир...»)
- К портрету *** («Твои права на славу очень хрупки...»)
- К N. N. («Мой бедненький цветок в красе благоуханной...»)
- Кабинет восковых фигур («Кто не учился в детстве в школах...»)
- «Как быстро, быстро промелькнул...» (Незабвенный вечер)
- «Как вести о дороге трудной...» (Влюбленному)
- «Как дядю моего, Ивана Ильича...» (Первый шаг в Европу)
- «Как много дум наводит день рожденья!..» (День рожденья)
- Как празднуют трусу («Время-то есть, да писать нет возможности...»)
- «Как ты кротка, как ты послушна...»
- «Как человек разумной середины...» (Чиновник)
- Калистрат («Надо мной певала матушка...»)
- Карета («О филантропы русские! Бог с вами!..»)
- Карп Пантелеич и Степанида Кондратьевна (Поэма в индийском вкусе) («Жил-был красавец, по имени Карп, Пантелея...»)
- Катерина (Из цикла «Песни»)
- «Клокочет, бушует, волнуется море...» (Непонятная песня)
- Княгиня («Дом - дворец роскошный, длинный, двухэтажный...»)
- Княгиня М. Н. Волконская («Русские женщины»)
- Княгиня Трубецкая («Русские женщины»)
- «Когда взойдет денница золотая...» (Час молитвы)
- «Когда горит в твоей крови...» (Из романа «Три страны света»)
- «Когда еще твой локон длинный...» (Старушке)
- «Когда из мрака заблужденья...»
- «Когда с тобой  - нет меры счастью...»  (Из романа «Три страны света»)
- «Когда сверкнет звезда полночи...» (Человек)
- Колизей («Поросшие мхом, окаймленные плющем...»)
- Коллективное
- Колыбель человечества («Есть край, где горит беззакатное солнце...»)
- Колыбельная песня (Подражание Лермонтову) («Спи, пострел, пока безвредный!..»)
- Кому на Руси жить хорошо. Поэма.
- Коробейники. Цикл стихотворений.
- Красавице («Красавица! не пой веселых песен мне!..»)
- Крестьянка (Из третьей части поэмы «Кому на Руси жить хорошо»)
- Крестьянские дети («Опять я в деревне. Хожу на охоту...»)
- Крестьянский грех (Из поэмы «Кому на Руси жить хорошо»)
- «Кто видит жизнь с одной карманной точки...»
- «Кто долго так способен был...»
- «Кто духом слаб и немощен душою...» (Тот не поэт)
- «Кто не учился в детстве в школах...» (Кабинет восковых фигур)
- «Кто умер здесь? какой потери...» (Покойница)
- Кузнец («Чуть колыхнулось болото стоячее..»)
- Кумушки («Темен вернулся с кладбища Трофим...»)

### Л
- Легенда о некоем покаявшемся старце... («Жил да был себе издатель...»)
- «Летит по дороге четверка...» (Поэзия бурь.  Из романа «Три страны света»)
- Лето («Умирает весна, умирает...»)
- «Ликует враг, молчит в недоуменьи...»
- «Литература с трескучими фразами...»
- Литературная травля, или «Не в свои сани не садись» («...О светские забавы!..»)
- Литераторы (Из цикла «Песни о свободном слове»)
- «Любовь и труд - под грудами развалин!..» (Поэту)

### М
- «Мало на долю мою бесталанную...» (Песня)
- Мать («Она была исполнена печали...»)
- Маша («Белый день занялся над столицей...»)
- «Меж высоких хлебов затерялося...» (Похороны)
- «Меж тем как Гарибальди дремлет...» (Гимн «Времени»)
- Мелодия («Есть страна на севере, сердцу драгоценная...»)
- «Меня из-под солнца сманил Водяной...» (Водяной)
- Месть горца («Ассан сидел, нахмуря брови...»)
- «Месяц бледный сквозь щели глядит...» (Из рассказа «Как опасно предаваться...»)
- «Мне плакать хочется... Зачем же я не плачу...» (Скорбь и слезы)
- «Мне снилось: на утесе стоя...» (Сон)
- «Мне жаль, что нет теперь поэтов...»
- «Мне плакать хочется, а плакать в мире стыдно...» (Моя судьба)
- Могила брата («Я был на могиле, похитившей брата...»)
- Мое разочарованье («Говорят, что счастье наше скользко...»)
- «Мой бедненький цветок в красе благоуханной...» (К N. N.)
- Мой жребий («Давно от участья, от ласковой речи...»)
- Молебен («Холодно, голодно в нашем селении...»)
- Молодые (Из цикла «Песни»)
- Молодые лошади (Вчерашняя сцена) («Лошади бойко по рельсам катили...»)
- Мороз, Красный Нос
- Московское стихотворение (Дружеская переписка Москвы с Петербургом)
- Моя судьба («Мне плакать хочется, а плакать в мире стыдно...»)
- Муж и жена («Глашенька! Пустошь Ивашево...»)
- Муза («Нет, Музы ласково поющей и прекрасной...»)
- Музе («О муза! наша песня спета...»)
- «Мы вышли вместе... Наобум...» (Тургеневу)
- «Мы, посетив тебя, Дружинин...»
- «Мы разошлись на полпути...» (Прощание)
- «Мы с тобой бестолковые люди...»
- Мысли журналиста («Что ты задумал, несчастный?..»)
- Мысль («Спит дряхлый мир, спит старец обветшалый...»)

### Н
- Н. П. Александровой («В твоем сердце, в минуты свободные...»)
- Н. Ф. Крузе («В печальной стороне, где родились мы с вами...»)
- На Волге (Детство Валежникова) («Не торопись, мой верный пес!..»)
- «На объявленья ловят нас...» (Из водевиля «Шила в мешке не утаишь...»)
- На погорелом месте (Из цикла «Ночлеги»)
- На постоялом дворе (Из цикла «Ночлеги»)
- На покосе (Из «Записной книжки») («Сын с отцом косили поле...»)
- На псарне («Ты, старина, здесь живешь, как в аду...»)
- На родине («Роскошны вы, хлеба заповедные...»)
- «На скользком море жизни бурной...» (В альбом Марии Фермор)
- На смерть Шевченко («Не предавайтесь особой унылости...»)
- «На сцене я для всех загадка...» (Актриса)
- На улице. Цикл стихотворений.
- Наборщики (Из цикла «Песни о свободном слове»)
- Над чем мы смеемся... («Раз сказал я за пирушкой...»)
- «Надо мной певала матушка...» (Калистрат)
- «Надо поехать - статья подходящая!..» (Дешевая прогулка (Петербургская драма))
- «Надрывается сердце от муки...»
- «Наивная и страстная душа...» (Памяти Белинского)
- Накануне светлого праздника (Из «Стихотворений, посвященных русским детям»)
- «Наконец не горит уже лес...»
- Наследство («Скончавшись, старый инвалид...»)
- «Науму паточный завод...» (Горе старого Наума (Волжская быль))
- Начало поэмы («Опять она, родная сторона...»)
- «Не водись-ка на свете вина...» (Вино)
- «Не всё постигнул ум надменный...» (Истинная мудрость)
- «Не говори: "Забыл он осторожность!.."» (Пророк)
- «Не гордись, что в цветущие лета...»
- «Не громка моя лира, в ней нет...» (Осипу Ивановичу Комиссарову)
- «Не гулял с кистенем я в дремучем лесу...» (Огородник)
- «Не жалобной чайки могильные крики...» (Рыцарь)
- «Не за Якова Ростовцева...»
- «Не знаю, как созданы люди другие, -...»
- «Не пошлость старого обычая поэтов...» (В альбом)
- «Не предавайтесь особой унылости...» (На смерть Шевченко)
- «Не приходи в часы волнений...» (Смерти)
- «Не рыдай так безумно над ним...»
- «Не рылся я в земле в надежде вырыть злато...» (Рукоять)
- «Не сердись ты на него...» (При отъезде Дмитриева в Киев из Ярославля)
- «Не торопись, мой верный пес!.. («На Волге (Детство Валежникова)»)
- «Не тростник высок колышется...» (Из цикла «Коробейники»)
- «Не шум домовых на полночном пиру...» (Ворон)
- Недавнее время (А. Н. Еракову) («Нынче скромен наш клуб именитый...»)
- «Недавний гражданин дряхлеющей Москвы...» (Послание к Лонгинову)
- «Недолго нас незнанье мучит...» (Из водевиля «Кольцо маркизы, или ночь в хлопотах»)
- Незабвенная («О память, память! образ нежный...»)
- Незабвенный вечер («Как быстро, быстро промелькнул...»)
- «Неизбежные напасти...» (Старики)
- «Непобедимое страданье...» (Баюшки-баю)
- Непонятная песня («Клокочет, бушует, волнуется море...»)
- «Непостижною святынею...» (Загадка)
- Несжатая полоса («Поздняя осень. Грачи улетели...»)
- Несчастные («Тяжел мой крест: уединенье...»)
- «Нет, Музы ласково поющей и прекрасной...» (Муза)
- «Нет! не поможет мне аптека...» (Вступление к песням 1876-77 годов)
- «Ни стыда, ни состраданья...»
- «Ничего! гони во все лопатки...»
- «Но любя, своё сердце готовь...»
- Новости. Газетный фельетон («Почтеннейшая публика! на днях...»)
- Новый год («Что новый год, то новых дум...»)
- Ночлеги (Цикл из трех стихотворений)
- Ночь («Я не сплю, не сплю  - не спится...»)
- «Ночь. Успели мы всем насладиться..." (Отрывок)
- Нравственный человек («Живя согласно с строгой моралью...»)
- «Ну... небесам благодаренье!..» (Журналист-руководитель)
- «- Ну, пошел же, ради бога!..» (Школьник)
- «Нынче скромен наш клуб именитый...» (Недавнее время (А. Н. Еракову)

### О
- О. А. Петрову («Умиляя сердце человека...»)
- «О вы, герои биллиарда!..» (Из фельетона «Теория бильярдной игры»)
- «О гласность русская! ты быстро зашагала...»
- О двух великих грешниках (Из поэмы «Кому на Руси жить хорошо»)
- «О муза! наша песня спета...» (Музе)
- «О муза! Я у двери гроба!..»
- «О нашей родине унылой...» (Салтыкову (При его отъезде за границу))
- «О, не склоняй победной головы...»
- «О память, память! Образ нежный...» (Незабвенная)
- «О письма женщины, нам милой!..»
- O погоде (Уличные впечатления)
- «О, покинь меня! Напрасно...» (Обет)
- «О, пошлость и рутина - два гиганта...»
- «...О светские забавы!..» (Литературная травля, или «Не в свои сани не садись»)
- «О слезы женские, с придачей...» (Слезы и нервы)
- «О чем тоска и сокрушенье...» (Дума)
- «О филантропы русские! Бог с вами!..» (Карета)
- Обет («О, покинь меня! напрасно...»)
- Обыкновенная история («Я на Невском проспекте гулял...»)
- Огородник («Не гулял с кистенем я в дремучем лесу...»)
- Ода "Сон" («Покоясь спят все одре мягком на...»)
- Ода "Чай" («Смертных ты поишь, настоян горячей водой...»)
- «....... одинокий, потерянный...»
- «Однажды, зимним вечерком...» (Суд (Современная повесть))
- «Ой, полна, полна коробушка...» (Из цикла «Коробейники»)
- «Он не был злобен и коварен...»
- «Он попал в нашу местность...» (Ершов-лекарь)
- «Он у нас осьмое чудо -...»
- «Она была исполнена печали...» (Мать)
- «Она росла среди перин, подушек...» (Женщина, каких много)
- «Она так нежно, так заботно...» (Сердцу)
- «Они горят!.. Их не напишешь вновь...» (Горящие письма)
- «Опять один, опять суров...» (Поэт и гражданин)
- «Опять она, родная сторона...» (Начало поэмы)
- Орина мать солдатская («Чуть живые в ночь осеннюю...»)
- Осень («Прежде - праздник деревенский...»)
- Осипу Ивановичу Комиссарову («Не громка моя лира, в ней нет...»)
- Осторожность (Из цикла «Песни о свободном слове»)
- «Отрадно видеть, что находит...»
- Отрывки из путевых записок графа Гаранского («Я путешествовал недурно: русский край...»)
- (Отрывок) («Ночь. Успели мы всем насладиться...»)
- Отрывок («Родился я в губернии...»)
- Отрывок («...Я сбросила мертвящие оковы...»)
- Отъезжающему («Даже вполголоса мы не певали...»)
- «Ох, времечко! Скорехонько...» (Провинциальный подьячий в Петербурге)
- Офелия («В наряде странность, беспорядок...»)

### П
- П. А. Ефремову («Взглянув чрез много, много лет...»)
- Памяти Асенковой («В тоске по юности моей...»)
- Памяти Белинского («Наивная и страстная душа...»)
- Памяти Добролюбова («Суров ты был, ты в молодые годы...»)
- Папаша («Я давно замечал этот серенький дом...»)
- «Парень был Ванюха ражий...» (Извозчик)
- Пародии на стихи
- Первый шаг в Европу («Как дядю моего, Ивана Ильича...»)
- Перед дождем («Заунывный ветер гонит...»)
- Перед зеркалом («Шляпа, перчатки, портфейль...»)
- «Передо мной Кавказ суровый...» (Горы)
- Песни (Из поэмы «Кому на Руси жить хорошо»)
- Песни. Цикл стихотворений.
- Песни о свободном слове. Цикл стихотворений.
- Песнь Марии («В хижину бедную, богом хранимую...»)
- Песня («Всюду с музой проникающий...»)
- Песня («Мало на долю мою бесталанную...»)
- Песня Еремушке («Стой, ямщик! жара несносная...»)
- Песня Замы («Силен и строен мой милый, нет равного...»)
- Песня об «Аргусе» («Я полагал, с либерального...»)
- Песня об «орошении» (Из поэмы «Современники»)
- Песня преступников («Дружней! работа есть лопатам...»)
- Песня убогого странника («Я лугами иду - ветер свищет в лугах...»)
- Петербургское послание (Дружеская переписка Москвы с Петербургом)
- «Петровки. Время жаркое...» (Из поэмы «Кому на Руси жить хорошо»)
- «Печальный свет лампады озаряет...» (Два мгновения)
- Пир ведьмы («Темно в хате, душно в хате...»)
- Пир на весь мир (Из поэмы «Кому на Руси жить хорошо»)
- «Пишите, други! Начат путь!..» (В альбом С. Н. Степанову)
- Плач детей («Равнодушно слушая проклятья...»)
- «По моей громадной толщине...» (Признания труженика)
- «Повитый ризою полночного тумана...» (Землетрясение)
- «Пододвинь перо, бумагу, книги!..» (Зине)
- (Подражание Лермонтову) («В неведомой глуши, в деревне полудикой...»)
- Подражание Шиллеру («Если в душе твоей ясны...»)
- Пожарище («Весело бить вас, медведи почтенные...»)
- «Поздняя осень. Грачи улетели...» (Несжатая полоса)
- Покойница («Кто умер здесь? какой потери...»)
- «Покоясь спят все одре мягком на..." (Ода «Сон»)
- Помещик (Из первой части поэмы «Кому на Руси жить хорошо»)
- «Помещик наш особенный...» (Из поэмы «Кому на Руси жить хорошо»)
- Поп (Из первой части поэмы «Кому на Руси жить хорошо»)
- «Поражена потерей невозвратной...»
- «Поросшие мхом, окаймленные плющем...» (Колизей)
- Посвящение («Вам, мой дар ценившим и любившим...»)
- Послание Белинского к Достоевскому («Витязь горестной фигуры...»)
- Послание к другу (Из-за границы) («Друг, товарищ доброхотный!..»)
- Послание к Лонгинову («Недавний гражданин дряхлеющей Москвы...»)
- Послание к поэту-старожилу («В крылах отяжелевший грач...»)
- Послание к соседу («Гну пред тобою низко спину...»)
- Последние элегии
- Последыш (Из второй части поэмы «Кому на Руси жить хорошо»)
- «Посылаю поклон Веньямину...» (В. И. Асташеву)
- Похороны («Меж высоких хлебов затерялося...»)
- «Почтеннейшая публика! На днях...» (Новости. Газетный фельетон)
- «Почтеннейший Иван Иваныч!..» (Из фельетона «Письмо к доктору Пуфу»)
- «Пошли за Власом странники...» (Из поэмы «Кому на Руси жить хорошо»)
- Поэзия («Я владею чудным даром...»)
- Поэзия бурь («Летит по дороге четверка...».  Из романа «Три страны света»)
- Поэт (Из цикла «Песни о свободном слове»)
- Поэт и гражданин («Опять один, опять суров...»)
- Поэту («Любовь и труд - под грудами развалин!..»)
- Поэту (Памяти Шиллера) («Где вы - певцы любви, свободы, мира...»)
- «Право, не клуб ли вороньего рода...» (В деревне)
- «Праздник жизни - молодости годы -...»
- Праздному юноше («Что сидишь ты сложа руки?..»)
- «Предмет любопытный для взора:..»
- «Прежде - праздник деревенский...» (Осень)
- Прекрасная партия («У хладных невских берегов...»)
- «Прекрасно, высоко твое предназначенье...» (Жизнь)
- «При бесталанности стихов ты не пиши...» (Из рецензии на «Воскресные посиделки»)
- При отъезде Дмитриева в Киев из Ярославля («Не сердись ты на него...»)
- Приговор («...Вы в своей душе благословенной...»)
- «Придет пора преображенья...» (Ангел смерти)
- Признание («Я пленен, я очарован...»)
- Признания труженика («По моей громадной толщине...»)
- Приметы («Видно, вновь в какой нелепости...»)
- «Прислушайте, братцы! Жил царь в старину...» (Притча)
- Притча («Прислушайте, братцы! Жил царь в старину...»)
- Притча о Ермолае трудящемся («Раньше людей Ермолай подымается...»)
- Притча о «Киселе» («Жил-был за тридевять земель...»)
- «Прихожу на праздник к чародею:..»
- «Приятно встретиться в столице шумной с другом...»
- Про холопа примерного - Якова верного (Из поэмы «Кому на Руси жить хорошо»)
- «Пробил час!.. Не скажу, чтоб с охотой...»
- Провинциальный подьячий в Петербурге («Ох, времечко! Скорехонько...»)
- Проводы (Из цикла «На улице»)
- Пролог (Из первой части поэмы «Кому на Руси жить хорошо»)
- Пролог (Из третьей части поэмы «Кому на Руси жить хорошо»)
- Пропала книга! (Из цикла «Песни о свободном слове»)
- Пророк («Не говори: «Забыл он осторожность!..»)
- «Просит отдыха слабое тело...» (Старость)
- Прости («Прости! Не помни дней паденья...»)
- «Прощай! Завидую тебе...» (Тургеневу)
- Прощание («Мы разошлись на полпути...»)
- Псовая охота («Сторож вкруг дома господского ходит...»)
- Публика (Из цикла «Песни о свободном слове»)
- «Пускай мечтатели осмеяны давно...»
- «Пускай нам говорит изменчивая мода...» (Элегия)
- Путешественник («В городе волны по улицам бродят...»)
- Пчелы (Из «Стихотворений, посвященных русским детям»)
- Пьяная ночь (Из первой части поэмы «Кому на Руси жить хорошо»)
- Пьяница («Жизнь в трезвом положении...»)
- «Пышна в разливе гордая река...» (Последние элегии. 3.)

### Р
- «Равнодушно слушая проклятья...» (Плач детей)
- «Рад показать!..» (Железная дорога)
- «Раз сказал я за пирушкой...» (Над чем мы смеемся...)
- «Раз у отца, в кабинете...» (Дедушка (Посвящается З-н-ч-е))
- «Разбиты все привязанности, разум...» (Из цикла «Три элегии (А. Н. Плещееву)»)
- «Развенчан нами сей кумир...» (К портрету ***)
- Разговор («Что ты, душа, так ноешь, страждешь...»)
- Разговор в журнальной конторе («То были плоские коврижки...»)
- Размышления у парадного подъезда («Вот парадный подъезд. По торжественным дням...»)
- Ранние стихотворения
- «Раньше людей Ермолай подымается...» (Притча о Ермолае трудящемся)
- Рассыльный (Из цикла «Песни о свободном слове»)
- Ревность («Есть мгновенья дум упорных...»)
- «Родился я в губернии...» (Отрывок)
- Родина («И вот они опять, знакомые места...»)
- «Роскошны вы, хлеба заповедные...» (На родине)
- Ранние стихотворения
- Русская песня («Что не весел, Ваня?..»)
- Русские женщины
- Русь (Из поэмы «Кому на Руси жить хорошо»)
- Рыцарь («Не жалобной чайки могильные крики...»)
- Рыцарь на час («Если пасмурен день, если ночь не светла...»)

### С
- С работы («Здравствуй, хозяюшка! Здравствуйте, детки!..»)
- «С цветком в руке, бледна и одинока...»
- Савелий, богатырь святорусский (Из поэмы «Кому на Руси жить хорошо»)
- Салтыкову (При его отъезде за границу) («О нашей родине унылой...»)
- «Самодовольных болтунов...»
- Саша. Поэма.
- Свадьба («В сумерки в церковь вхожу. Малолюдно...»)
- Сват и жених (Из цикла «Песни»)
- Свобода («Родина мать! по равнинам твоим...»)
- «Свирепеет мороз ненавистный...» (Балет)
- «Сгорело ты, гнездо моих отцов!..» (Уныние)
- Секрет («В счастливой Москве, на Неглинной...»)
- Сельская ярмарка (Из первой части поэмы «Кому на Руси жить хорошо»)
- «Семьдесят лет бессознательно жил...»
- Сердцу («Она так нежно, так заботно...»)
- «Сеятель званья на ниву народную!..» (Сеятелям)
- Сеятелям («Сеятель званья на ниву народную!..»)
- «Силен и строен мой милый, нет равного...» (Песня Замы)
- Сказка о добром царе, злом воеводе и бедном крестьянине («Царь Аарон был ласков до народа...»)
- Сказка о царевне Ясносвете («Цып, цып, цып! ко мне, малютки...»)
- «... Скачу, как вихорь, из Рязани...» (Бунт)
- «Сколь вечна в нас душа, столь бренно наше тело...» (Величие души и ничтожность тела)
- «Скончавшись, старый инвалид...» (Наследство)
- Скорбь и слезы («Мне плакать хочется... Зачем же я не плачу...»)
- «Скоро - приметы мои хороши!..»
- «Скоро стану добычею тленья.»
- «Скучно! скучно! .. Ямщик удалой...» (В дороге)
- «Славная осень! Здоровый, ядреный...» (Железная дорога)
- Слезы и нервы («О слезы женские, с придачей...»)
- Слеза разлуки («Тих и мрачен в час печали...»)
- Смерти («Не приходи в часы волнений...»)
- «Смертных ты поишь, настоян горячей водой...» (Ода «Чай»)
- «Смешно! нас веселит ручей, вдали журчащий...» (За городом)
- «Смолкли честные, доблестно павшие...»
- Смуглянке («Черны, черны тени ночи...»)
- «Со славою прошел ты полдороги...» (А. Е. Мартынову)
- Современная ода («Украшают тебя добродетели...»)
- Современники. Поэма.
- «Созрела мысль, проект составлен...» (Журналист-рутинер)
- Солдатская (Из поэмы «Кому на Руси жить хорошо»)
- Соленая (Из поэмы «Кому на Руси жить хорошо»)
- Соловьи (Из «Стихотворений, посвященных русским детям»)
- Сомнение («Ты начал жить. Роскошен жизни пир...»)
- Сон («Мне снилось: на утесе стоя...»)
- «Спи, пострел, пока безвредный!..» (Колыбельная песня (Подражание Лермонтову))
- «Спит дряхлый мир, спит старец обветшалый...» (Мысль)
- «Спрашивал я у людей...»
- Старики («Неизбежные напасти...»)
- Старое и новое (Из поэмы «Кому на Руси жить хорошо»)
- Старость («Просит отдыха слабое тело...»)
- Старушке («Когда еще твой локон длинный...»)
- «Стихи мои! Свидетели живые...»
- Стихотворение, заимствованное из Шиллера и Гёте («Я герой!..»)
- Стихотворения 1875-1877 гг.
- Стихотворения, посвященные русским детям
- Стихотворения, приписываемые Некрасову
- «Стишки! Стишки! Давно ль и я был гений?..»
- «Стой, ямщик! Жара несносная...» (Песня Еремушке)
- «Стол накрыт, подсвечник вытерт...»
- «Сторож вкруг дома господского ходит...» (Псовая охота)
- «Сторона наша убогая...» (Дума)
- Странники и богомольцы (Из поэмы «Кому на Руси жить хорошо»)
- Страшный год (1870)
- Суд (Современная повесть) («Однажды, зимним вечерком...»)
- «Суд современный, грешный суд...» (Портреты)
- «Суров ты был, ты в молодые годы...» (Памяти Добролюбова «Суров ты был, ты в молодые годы...»)
- Сцены из лирической комедии «Медвежья охота»
- Счастливые (Из первой части поэмы «Кому на Руси жить хорошо»)
- «Сыны "народного бича"...»
- «Сын с отцом косили поле..." (На покосе (Из «Записной книжки»))

### Т
- «Табак противен модным франтам...» (Из водевиля «Феоклист Онуфрич Боб...»)
- «Так говорила (...) актриса отставная...»
- «Так запой, о поэт! Чтобы всем матерям...»
- «- Так, служба! сам ты в той войне...»
- «Так умереть? - ты мне сказала...»
- «Так это шутка? Милая моя...»
- «Твои права на славу очень хрупки...» (К портрету ***)
- «Те кудри черные... когда б отрезать их...»
- «Театр дрожал... Восхищена...» (Из повести «Певица»)
- «Темен вернулся с кладбища Трофим...» (Кумушки)
- «Темно в хате, душно в хате...» (Пир ведьмы)
- «Тих и мрачен в час печали...» (Слеза разлуки)
- Тишина («Всё рожь кругом, как степь живая...»)
- «То были плоские коврижки...» (Разговор в журнальной конторе)
- «Толстой, ты доказал с терпеньем и талантом...» (Автору «Анны Карениной»)
- Тот не поэт («Кто духом слаб и немощен душою...»)
- Три элегии (А. Н. Плещееву)
- Тройка («Что ты жадно глядишь на дорогу...»)
- Трудный год (Из поэмы «Кому на Руси жить хорошо»)
- Труженик («Я слушал, о мой друг, их пошлые рассказы...»)
- Тургеневу («Мы вышли вместе... Наобум...»)
- Тургеневу («Прощай! Завидую тебе...»)
- Турчанка («Гюльнара, гурия младая!..»)
- «Ты всегда хороша несравненно...»
- «Ты грустна, ты страдаешь душою...» (Утро)
- «Ты еще на жизнь имеешь право...» (Зине)
- «Ты меня отослала далеко...»
- «Ты начал жить. Роскошен жизни пир...» (Сомнение)
- Ты не забыта... («Я была еще вчера полезна...»)
- «Ты, старина, здесь живешь, как в аду...» (На псарне)
- «Тяжел мой крест: уединенье...» (Несчастные)
- «Тяжелый год - сломил меня недуг...»
- «Тяжелый крест достался ей на долю...»

### У
- «У бурмистра Власа бабушка Ненила...» (Забытая деревня)
- «У людей-то в дому - чистота, лепота...» (Из цикла «Песни»)
- «У него прекрасные манеры...» (Гадающей невесте)
- «У неё, как у страдальца...» (Из рецензии на «Пять стихотворений Н. Ступина...»)
- У Трофима (Из цикла «Ночлеги»)
- «У хладных невских берегов...» (Прекрасная партия)
- «Убил ты точно, на веку...» (Из автобиографии генерал-лейтенанта...)
- Убогая и нарядная («Беспокойная ласковость взгляда...»)
- «Угомонись, моя муза задорная...»
- «Уезжая в страну равноправную...» (Е. О. Лихачевой)
- «Украшают тебя добродетели...» (Современная ода)
- «Умиляя сердце человека...» (О. А. Петрову)
- «Умирает весна, умирает...» (Лето)
- «Умру я скоро. Жалкое наследство...»
- «Умру я скоро. Жалкое наследство...»
- «Устал я, устал я... мне время уснуть...»
- Утро («Ты грустна, ты страдаешь душою...»)

### Ф
- «Фантазии недремлющей моей...»
- Федотыч («Вставай, владыка мой, Федотыч, солнце красно...»)
- Фельетонная букашка (Из цикла «Песни о свободном слове»)
- Филантроп («Частию по глупой честности...»)
- Финансовые соображения («Денег нет - перед деньгами...»)

### Х
- «Ходит он меланхолически...»
- «Холодно, голодно в нашем селении...» (Молебен)
- «Хорошо было детинушке...» (Из цикла «Коробейники»)
- «Хотите знать, что я читал? Есть ода...»
- «Художества любитель...» (Загадка)

### Ц
- «Царь Аарон был ласков до народа...» (Сказка о добром царе, злом воеводе и бедном крестьянине)
- «Цып, цып, цып! ко мне, малютки...» (Сказка о царевне Ясносвете)

### Ч
- Час молитвы («Когда взойдет денница золотая...»)
- «Частию по глупой честности...» (Филантроп)
- «Чего же вы хотели б от меня...»
- Человек («Когда сверкнет звезда полночи...»)
- «Человек лишь в одиночку...» (Г-ну)
- «...Через дым, разъедающий очи...» (Газетная)
- «Черны, черны тени ночи...» (Смуглянке)
- «Черный день! Как нищий просит хлеба,..»
- Чиновник («Как человек разумной середины...»)
- «Читатель мой! я был когда-то сам...»
- Что думает старуха, когда ей не спится («В позднюю ночь над усталой деревнею...»)
- «Что ты жадно глядишь на дорогу...» (Тройка)
- «Что не весел, Ваня?..» (Русская песня)
- «Что ни год - уменьшаются силы...»
- Что нового? («Администрация - берет...»)
- «Что новый год, то новых дум...» (Новый год)
- Что поделывает наша внутренняя гласность («Друзья мои! Мы много жили...»)
- «Что сидишь ты сложа руки?..» (Праздному юноше)
- «Что ты, душа, так ноешь, страждешь...» (Разговор)
- «Что ты задумал, несчастный?..» (Мысли журналиста)
- «Что ты, сердце мое, расходилося?..»
- «Чтоб о женщинах понятья...» (Из водевиля «Дедушкины попугаи»)
- «Чуть живые в ночь осеннюю...» (Орина мать солдатская)
- «Чуть колыхнулось болото стоячее..» (Кузнец)
- «Чуть проснешься, нет отбоя...» (Из водевиля «Утро в редакции»)
- «Чуть-чуть не говоря: «Ты сущая ничтожность!"...»

### Ш
- Школьник («- Ну, пошел же, ради бога!..»)
- «Шляпа, перчатки, портфейль...» (Перед зеркалом)

### Э
- Эй, Иван! (тип недавнего прошлого) («Вот он весь, как намалеван...»)
- «Эй вы, купчики-голубчики...» (Из цикла «Коробейники»)
- «Эй, Федорушки! Варварушки!..» (Из цикла «Коробейники»)
- Элегии и думы
- Элегия («Пускай нам говорит изменчивая мода...»)
- Эпилог (Из поэмы «Современники»)
- Эпитафия («Зимой играл в картишки...»)

### Ю
- Юбиляры и триумфаторы (Часть первая. Из поэмы «Современники»)
- Юность Ломоносова. Драматическая фантазия в стихах.

### Я
- «Я был на могиле, похитившей брата...» (Могила брата)
- «Я была еще вчера полезна...» (Ты не забыта...)
- «Я владею чудным даром...» (Поэзия)
- «Я герой!..» (Стихотворение, заимствованное из Шиллера и Гёте)
- «Я давно замечал этот серенький дом...» (Папаша)
- «Я за то глубоко презираю себя...»
- «Я на Невском проспекте гулял...» (Обыкновенная история)
- «Я не люблю иронии твоей...»
- «Я не сплю, не сплю  - не спится...» (Ночь)
- «Я пленен, я очарован...» (Признание)
- «Я полагал, с либерального...» (Песня об «Аргусе»)
- «Я посетил твое кладбище...»
- «Я посягну на неприличность...»
- «Я примирился с судьбой неизбежною...» (Друзьям )
- «Я путешествовал недурно: русский край...» (Отрывки из путевых записок графа Гаранского)
- «Я рано встал, недолги были сборы...» (Последние элегии. 2.)
- «...Я сбросила мертвящие оковы...» (Отрывок)
- «Я сегодня так грустно настроен...»
- «Я слушал, о мой друг, их пошлые рассказы...» (Труженик)
- «Ямщик лихой, лихая тройка...» (Еще тройка)[4]

## Романы, повести, рассказы
- Мёртвое озеро (роман)
- Три страны света (роман)
- «В тот же день часов в одиннадцать утра…»
- Без вести пропавший пиита
- В Сардинии
- Двадцать пять рублей
- Жизнь Александры Ивановны
- Жизнь и похождения Тихона Тростникова
- Капитан Кук
- Карета. Предсмертные записки дурака
- Макар Осипович Случайный
- Необыкновенный завтрак. Эпизод из жизни сотрудника газеты, знаменитой замысловатостью эпиграфа
- Несчастливец в любви, или Чудные любовные похождения русского Грациозо
- Новоизобретенная привилегированная краска братьев Дирлинг и Ко.
- Опытная женщина
- Очерки литературной жизни
- Певица
- Петербургские углы. (Из записок одного молодого человека)
- Повесть о бедном Климе
- Помещик двадцати трех душ. Записки молодого человека
- Психологическая задача. Давняя быль
- Ростовщик
- Сургучов
- Тонкий человек, его приключения и наблюдения

## Пьесы
- Актёр
- Великодушный поступок
- Забракованные
- Медвежья охота
- Петербургский ростовщик
- Утро в редакции
- Федя и Володя
- Феоклист Онуфрич Боб, или муж не в своей тарелке
- Юность Ломоносова
- Осенняя скука

## Основные издания сочинений Николая Алексеевича Некрасова
- Стихотворения. СПб., 1856.
- Стихотворения, т. I—IV. СПб., 1879.
- Стихотворения Н. А. Некрасова: Полное собрание в одном т.: 1842—1877. — Санкт-Петербург: тип. М. Стасюлевича, 1881. — XX, 446 с.
- Полное собрание сочинений и писем / Н. А. Некрасов ; Под общ. ред. В. Е. Евгеньева-Максимова, А. М. Еголина и К. И. Чуковского. - Москва : Гос. изд-во худож. лит., 1948-1953. - 12 т.
- Собрание стихотворений, «Библиотека поэта». Большая серия, т. I—III. Л.,1967.
- Полное собрание сочинений и писем: В 15 т. Художественные произведения. Тома 1—10. Критика. Публицистика. Письма. Т. 11—15 / АН СССР. Ин-т рус. лит. (Пушкин. дом); ред. коллегия: В. Г. Базанов, А. И. Груздев, Н. В. Осьмаков, Ф. Я. Прийма (зам. гл. ред.), А. А. Сурков, М. В. Храпченко (гл. ред.) — Л., СПб.: Наука, 1981—2000[5].
- Полное собрание стихотворений и поэм в одном томе: [к 190-летию со дня рождения Н. А. Некрасова] / Николай Некрасов. — Москва: Альфа-Книга, 2011. — 1117 с. — (Полное собрание в одном томе). — ISBN 978-5-9922-1036-1
- Переписка Н. А. Некрасова в двух томах. М., 1987.
- Н. А. Некрасов в воспоминаниях современников. М., 1971.
- Некрасовский сборник, т. I—IX. М. — Л., 1951—1988.
- Некрасов в русской критике. М., 1944.
- Ашукин Н. С. Летопись жизни и творчества Н. А. Некрасова. М. — Л.,1935.
- Сочинения. Гос. изд-во «Художественная литература». Л., 1937.
- Избранные сочинения. ОГИЗ Государственное издательство художественной литературы. М., 1940.
- Евгеньев-Максимов В. Е. Жизнь и деятельность Н. А. Некрасова. т. 1—3. М. —Л., 1947—1952.
- Чуковский К. И. Мастерство Некрасова. 4-е изд. М., 1962.
- Груздев А. И. Поэма Н. А. Некрасова «Кому на Руси жить хорошо». — М.; Л.: Худож. лит., 1966. — 116 с.
- Розанова Л. А. Поэма Н. А. Некрасова «Кому на Руси жить хорошо». Комментарий. — Л.: Просвещение, 1970. — 320 с.
- Гин М. От факта к образу и сюжету. О поэзии Н. А. Некрасова. — Москва: Советский писатель, 1971. — 301 с .Жданов В. Некрасов. — М.: Изд-во ЦК ВЛКСМ «Молодая гвардия», 1971. — 118 с. — (Серия: «Жизнь замечательных людей». Вып. 18 [506]).
- Бухштаб Б. Некрасов. Л., 1989.